# Одра (Загреб)
Одра је насеље у саставу Града Загреба. Налази се у четврти Нови Загреб — запад. До територијалне реорганизације у Хрватској налазила се у саставу ужег подручја Града Загреба.

## Становништво
На попису становништва 2011. године, Одра је имала 1.866 становника.

## Попис1991.
На попису становништва 1991. године, насељено место Одра је имало 1.339 становника, следећег националног састава:
| Попис 1991.‍   | Попис 1991.‍  | Попис 1991.‍ | Попис 1991.‍ | Попис 1991.‍ |
| ------------- | ------------ | ----------- | ----------- | ----------- |
|               |              |             |             |             |
| Хрвати        | Хрвати       |             | 1.295       | 96,71%      |
| Муслимани     | Муслимани    |             | 12          | 0,89%       |
| Срби          | Срби         |             | 5           | 0,37%       |
| Југословени   | Југословени  |             | 1           | 0,07%       |
| Немци         | Немци        |             | 1           | 0,07%       |
| Словенци      | Словенци     |             | 1           | 0,07%       |
| Црногорци     | Црногорци    |             | 1           | 0,07%       |
| неопредељени  | неопредељени |             | 10          | 0,74%       |
| регион. опр.  | регион. опр. |             | 1           | 0,07%       |
| непознато     | непознато    |             | 12          | 0,89%       |
| укупно: 1.339 |              |             |             |             |